# Przypowieść o miłosiernym Samarytaninie (obraz Carlotta)
Przypowieść o miłosiernym Samarytaninie (niem. Gleichnis vom Barmherzigen Samariter) – powstały w 2 poł. XVII wieku obraz autorstwa niemieckiego barokowego malarza Johanna Karla Lotha.
Dzieło znajduje się w Muzeum Historii Sztuki w Wiedniu (numer inwentarzowy GG 2332). Pochodzi z kolekcji z rezydencji księcia-arcybiskupa z Salzburga.

## Opis
Tematyka dzieła jest nawiązaniem do jednej z przypowieści ewangelicznych – O miłosiernym Samarytaninie. Loth przedstawił poranionego wędrowca z Chrystusowej przypowieści, nad którym pochyla się Samarytanin. Ciało wędrowca jest jasne i zajmuje pierwszy plan. Samarytanin, namalowany w lewej górnej części płótna, trzyma w ręku naczynie z lekarstwem, które nanosi na ranę poszkodowanego.